# Гришковец, Валерий Николаевич
Вале́рий Никола́евич Гришкове́ц (род.5 марта 1958, Фрунзе) — советский боксёр, представитель полусредней весовой категории. Выступал на всесоюзном уровне в середине 1970-х — начале 1980-х годов, чемпион СССР, победитель и призёр турниров международного значения, участник чемпионата Европы в Галле. На соревнованиях представлял спортивные общества «Спартак», «Трудовые резервы», «Буревестник», а также Советскую Армию. Мастер спорта СССР международного класса. Также известен как тренер по боксу.

## Биография
Валерий Гришковец родился в 1958 году в городе Фрунзе Киргизской ССР. Рос в спортивной семье, мать занималась лёгкой атлетикой, отец — тяжёлой. В детстве перепробовал несколько разных видов спорта, в том числе футбол, борьбу, фехтование, но в конечном счёте сделал выбор в пользу бокса. Проходил подготовку под руководством тренера Владимира Николаевича Колегова, состоял в добровольном спортивном обществе «Спартак», позже был членом «Трудовых резервов» и «Буревестника».
Впервые заявил о себе в 1972 году, когда выиграл бронзовую медаль на всесоюзном юношеском турнире центрального совета «Спартака» в Омске. Два года спустя одержал победу на всесоюзном юношеском турнире в Алма-Ате. В 1976 году выполнил норматив мастера спорта СССР, победив на всесоюзном первенстве спортивного общества «Буревестник».
Первого серьёзного успеха на взрослом уровне добился в 1977 году — на чемпионате СССР во Фрунзе одолел всех своих соперников в зачёте полусредней весовой категории и тем самым завоевал награду золотого достоинства. Благодаря череде удачных выступлений вошёл в основной состав советской национальной сборной и побывал на чемпионате Европы в Галле, где, тем не менее, попасть в число призёров не смог, в четвертьфинале потерпел поражение от немца Ульриха Байера.
В 1978 году одержал победу на международном турнире в Венгрии. В 1979 году на VII летней Спартакиаде народов СССР в Москве, где также разыгрывался чемпионат Советского Союза по боксу, дошёл до финала и проиграл армянину Исраелу Акопкохяну, получив серебро. На чемпионате СССР 1980 года в Ростове-на-Дону выступал уже в первом среднем весе и на стадии 1/8 финала был остановлен Александром Кошкиным. Последний раз боксировал на всесоюзном уровне в сезоне 1981 года — на чемпионате страны в Ташкенте, вернувшись в полусредний вес, в 1/16 финала проиграл представителю Белоруссии Вячеславу Яновскому.
Всего провёл в любительском олимпийском боксе 198 боёв, из них 187 выиграл, в том числе 22 раза нокаутом, а в 50 случаях поединки были остановлены за явным его преимуществом. Вынужден был завершить спортивную карьеру уже в 24 года из-за серьёзных проблем со здоровьем. За выдающиеся спортивные достижения удостоен почётного звания «Мастер спорта СССР международного класса».
После завершения спортивной карьеры имел проблемы с законом, дважды был судим и дважды приговаривался к тюремным срокам. В течение многих лет работал тренером по боксу в спортивном обществе «Колхозчу» и республиканской спортивной школе олимпийского резерва. Он продолжает работу тренера на территории конно-спортивной школы.